# 定安榕
定安榕（学名：Ficus dinganensis）是桑科榕属的植物，为中国的特有植物。分布在中国大陆的海南等地，多生于石灰岩上，目前已由人工引种栽培。